# 成田次穂
成田次穂（なりた つぎほ、1940年〈昭和15年〉9月6日 - ）は、日本の俳優。本名は同じ。
東京都出身。劇団俳優座養成所卒業。サン・プロモーションに所属していた。

## 出演作品

### テレビドラマ
- 新日本百景 第20回「穂高の星 北アルプス」（1963年、NHK）
- 判決 第95話「容疑者」（1964年、NET）
- 特別機動捜査隊（NET）
  - 第147話「ゼロの愛情」（1964年）
  - 第180話「春雷」（1965年）
  - 第277話「春の波紋」（1967年）
  - 第607話「砂の塔」（1973年）
- 特捜シリーズ 第10話「紅の海」（1964年、CX）
- 大岡政談 池田大助捕物帳 第36話（1966年、NHK）
- あゝ同期の桜 第18話「遥かなる黒潮の彼方」（1967年、NET）
- 剣 第22話「大もの小もの」（1967年、NTV）
- 風  第27話「群狼の町」（1968年、TBS）
- 待っていた用心棒 第17話「淀の川風」（1968年、NET）
- 帰って来た用心棒 第17話「川の流れに」（1968年、NET）
- 用心棒シリーズ 俺は用心棒 第2話（1969年、NET）
- 天を斬る 第7話「金色の湖」（1969年、NET）
- 鬼平犯科帳（松本幸四郎版）第5話「怪談さざ浪伝兵衛」（1969年、NET / 東宝）- お役者小僧吉三
- 江戸川乱歩シリーズ 明智小五郎 第5話「花嫁泥棒 地獄の道化師より」（1970年、12ch）
- 半七捕物帳 第12話（1971年、NET）
- 大河ドラマ（NHK）
  - 新・平家物語（1972年） - 鎌田正清
  - 獅子の時代（1980年） - 役人
  - 峠の群像（1982年） - 仙石伯耆守
- 荒野の素浪人 第1シリーズ  第38話「来襲 死の虚無僧集団」（1972年、NET）
- ロボット刑事 第7話「頭上の恐怖!!」（1973年、CX） - 桜井ヒロシ
- 薔薇海峡 第1話「愛がそむく朝」（1978年、TBS）
- 太陽にほえろ!（東宝 / NTV）
  - 第347話「謹慎処分」（1979年） - 前島一郎
  - 第362話「デイト・ヨコハマ」（1979年） - 派出所の警察官
  - 第379話「旅の夢」（1979年） - 清水総合病院医師
  - 第401話「紙飛行機」（1980年） - 土田の同僚
  - 第421話「ドックとスニーカー」（1980年） - 喫茶店マスター
  - 第438話「取調室」（1980年） - 高沢優二
  - 第452話「山さんがボスを撃つ!?」（1981年） - 消防署員
  - 第468話「殴られたスニーカー」（1981年） - 峰元の上司
  - 第474話「ロボは知っていた」（1981年） - 小松
  - 第496話「ジプシーとラガー」（1982年） - 矢野歯科医
  - 第505話「ジプシーの涙」（1982年） - 上村歯科医
  - 第512話「婚約者の死」（1982年） - 矢追警察病院執刀医
  - 第522話「ドックとボギー」（1982年）
  - 第543話「すりへった靴」（1983年）
  - 第553話「ドックとマミー」（1983年） - 高校教師（夫）
  - 第557話「南国土佐・黒の証明」（1983年） - 沢木の学生時代の友人
  - 第704話「未亡人は十八才」（1986年） - 弔問客
- 木曜座 / 水中花 第11話「愛という名の海」（1979年、TBS）
- 駆け込みビル7号室 第2話「ほん物ニセモノ?! 帰ってきた蒸発亭主」（1979年、CX）
- 大空港 第59話「ダイナマイトを抱いた女刑事!」(1979年、CX) - 国際線パイロット
- 特捜最前線（ANB）
  - 第146話「殉職I・津上刑事よ永遠に!」（1980年）
  - 第189話「犯罪紳士録に載っている男!」（1980年）
  - 第203話「幼女誘拐・菜の花の匂う女!」（1981年）
  - 第210話「特命ヘリ102応答せず!」（1981年）
  - 第221話「殺人鬼を見た車椅子の婦警!」（1981年）
  - 第247話「警視庁狙撃班にいた男!」（1982年）
  - 第251話「午後10時13分の完全犯罪!」（1982年）
  - 第269話「窓際警視、投げ込み魔を追う!」（1982年）
  - 第277話「橘警部逃亡!」（1982年）
  - 第286話「川崎から来た女!」（1982年）
  - 第295話「モーニングサービスの謎!」（1983年）
  - 第302話「始発電車にあった死体!」（1983年）
  - 第309話「撃つ女!」（1983年）
  - 第321話「11時まで待っていた女!」（1983年）
  - 第324話「紫陽花の見た殺人鬼!」（1983年）
  - 第333話「一円玉の詩!」（1983年）
  - 第340話「老刑事・96時間の追跡!」（1983年）
  - 第432話「美人ヘッドハンターの完全犯罪!」（1985年）
  - 第498話「雪に消えた憎しみ」（1986年）
- 東京大地震マグニチュード8.1（1980年、YTV）
- 大江戸捜査網（12ch→TX）
  - 第456話「娘魚屋五万石の涙」（1980年）
  - 第471話「天下を狙う闇将軍」（1980年）
  - 第501話「かまいたちの毒牙」（1981年） - 徳造
  - 第576話「悪徳おんな市場 不倫の罠」（1982年）
  - 第588話「華魁秘録 花の吉原百人斬り」（1983年）
  - 第605話「我子を返せ! 母二人の対決」（1983年）
  - 第618話「母さんと呼んでいいかい?」（1983年） - 吾兵衛
  - 第632話「生か死か! 傷だらけの女豹」（1984年） - 千成屋
- ザ・ハングマンシリーズ（ABC）
  - ザ・ハングマン
    - 第1話「七つの黒バラ」（1980年） - 鑑識課員
    - 第6話「オオカミ達の変奏曲」（1980年） - 鑑識課員
    - 第26話「コンピューター死刑執行人登場」（1981年） - 警察官

  - 新ハングマン 第10話「新人女優に泥をぬる芸能学院女帝」（1983年） - 東洋映画社長
- 大捜査線シリーズ 追跡 第41話「鐘の鳴る丘」（1980年、CX）
- 噂の刑事トミーとマツ 第1シリーズ 第63話「悪党め! ちん兵器で御用だ!!」（1981年、TBS） - 倉金刑事
- 旅がらす事件帖 第21話「寒い国の死刑台」（1981年、KTV）
- 文吾捕物帳 第5話「悲しき魔剣」（1981年、ANB）
- 水曜時代劇 / 立花登 青春手控え 第5話「花一輪」（1982年、NHK）
- 花王 愛の劇場（TBS）
  - 流れる星は生きている（1982年）
  - わが子よ 第2シリーズ（1982年）
  - 黒革の手帖（1984年）
- 火曜サスペンス劇場（1983年、NTV）
  - 霧の旗
  - 松本清張の坂道の家
  - モナ・リザの身代金
- 吉田茂（1983年、KTV）
- 月曜ドラマランド / どっきり天馬先生 第5作「僕らのトン馬先生が惚れたシンデレラ」（1983年、CX）
- ザ・サスペンス / 黄金流砂（1983年、TBS）
- 西武スペシャル / 波の盆（1983年、NTV）
- 流れ星佐吉 第25話「川がつけた大決着」（1984年、CX）
- スクール☆ウォーズ 第20話「我ら花園に立つ」（1985年、TBS / 大映テレビ）
- 遊びじゃないのよ、この恋は 第12話「娘たちの危険なデート」（1986年、TBS）
- 私鉄沿線97分署 第86話「サギ師の好きなお葬式?!」（1986年、ANB）
- 木曜劇場 / 窓を開けますか? 第2話「愛の迷路」（1988年、CX）
- 水曜ドラマ / 続・イキのいい奴（1988年、NHK）
- 土曜ワイド劇場 / 萩・殺人迷路（1988年、ANB）
- 空の港で。それぞれのエアポート物語 第6回「そして、人生は、つづく」（2008年5月10日、TX）[3] - 夫 役

### 映画
- 命しらずのあいつ（1967年、日活） - 大村悠一
- 結婚案内ミステリー（1984年、角川春樹事務所） - 関根和彦
- タンポポ（1985年、東宝） - 課長

### CM
- かっぱ寿司（2015年）
- 花王・健康エコナ
- エプソン
- ヤマト運輸
- 資生堂
- つばさ証券